# Bad Münstereifel
Bad Münstereifel település Németországban, azon belül Észak-Rajna-Vesztfália tartományban. Lakosainak száma 17 568 fő (2023. december 31.). Bad Münstereifel Mechernich, Euskirchen, Rheinbach, Berg, Kirchsahr, Lind, Harscheid, Schuld, Wershofen, Hümmel és Nettersheim községekkel határos.

## Népesség
A település népességének változása:
| Lakosok száma | 14 340 | 17 367 | 17 262 | 17 299 | 17 152 | 17 282 | 17 568 |
|               | 1975   | 2015   | 2017   | 2019   | 2021   | 2022   | 2023   |